# Frank Bridge
Frank Bridge (* 26. Februar 1879 in Brighton; † 10. Januar 1941 in Eastbourne) war ein englischer Komponist, Bratschist und Dirigent und gilt heute trotz eines nicht ausgesprochen umfangreichen Werks als einer der bedeutendsten Komponisten Großbritanniens.

## Laufbahn
Frank Bridge begann seine Laufbahn als Probendirigent verschiedener Kammerorchester. Nachdem Henry Wood ihn immer häufiger für die Leitung diverser Promenadenkonzerte einsetzte, wuchs sein Ruhm. Bridge war auch Musiklehrer, sein wohl bedeutendster Schüler war Benjamin Britten. Dieser komponierte am Anfang seiner Laufbahn ein Variationswerk für Streicher nach einem Thema von Bridge. Dieses Werk fand international Beachtung, wovon auch Bridge profitieren konnte (s. Weblinks: Barnett).

## Werke
Bridge schrieb hauptsächlich Kammermusik und einige großangelegte Orchesterwerke, anfangs in konventionellem Stil, im Laufe der Zeit weisen seine Werke jedoch immer modernere Strukturen auf. Während sein Frühwerk The Sea (Tongedicht) die prachtvolle Darstellung des Meeres in allen möglichen Stimmungen und Facetten von tragisch bis idyllisch bietet, wartet sein Spätwerk Enter Spring (Tongedicht) mit deutlichen Anklängen an Arnold Schönbergs Zwölftonmusik auf.

### Gesamtverzeichnis
- siehe IMSLP Petrucci Music Library (Engl.).

### Orchesterwerke
- The Sea
- Dance Rhapsody
- Summer
- Isabella
- A Prayer (nach Thomas a Kempis) für Chor und Orchester
- Overture Rebus
- Enter Spring
- There Is a Willow Grows Aslant a Brook
- Oration, Konzert für Violoncello und Orchester

### Kammermusik (Auswahl)
- Sonate d-Moll H. 125 für Violoncello und Klavier
- Berceuse in B-Dur für Violine oder Violoncello und Klavier
- Serenade für Violoncello und Klavier
- Romanze für Violine und Klavier
- Élégie für Violoncello und Klavier
- Norse Legend in g-Moll für Violine und Klavier
- Gondoleria in e-Moll für Violine und Klavier
- Cradle Song in F-Dur für Violine oder Violoncello und Klavier
- 4 Short Pieces (Meditation in C-Dur, Spring Song in G-Dur, Lullaby in D-Dur, Country Dance in B-Dur) für Violine oder Violoncello und Klavier
- Three Idylls für Streichquartett